# Eduard Reich
Eduard Reich, též Edvard Reich (17. března 1885 Velká Bystřice – 24. května 1943 Skržice), byl český a československý zemědělský ekonom, státní úředník a politik agrární strany, koncem první republiky krátce ministr zemědělství.

## Biografie
Pocházel z rodiny domkáře. Absolvoval vzdělání na tříleté zemědělské střední hospodářské škole v Přerově. Už během středoškolských studií publikoval v Selských listech první článek. Později studoval na zemědělské akademii v Táboře. Zde začal vydávat odborný zemědělský měsíčník Kodym (podle agrárního osvětového pracovníka Filipa Stanislava Kodyma). Díky popularitě se list změnil na čtrnáctideník a získal si širší okruh čtenářů. Od roku 1919 vydával i týdeník Československý zemědělec. Vydával rovněž popularizační knihy.
V roce 1919 mu Karel Prášek nabídl post na ministerstvu zemědělství, kde se stal přednostou oddělení pro zemědělské školství. V této funkci se podílel na vzniku soustavy zemědělského vzdělávání včetně systému školních statků a agrárního školství na Slovensku a Podkarpatské Rusi. Roku 1920 spoluzakládal Zemědělskou jednotu, přičemž usedl do jejího ústředního výboru. Podílel se na vzniku Domu zemědělské osvěty v Praze na Královských Vinohradech, otevřeného roku 1926. Podobně klíčovou roli sehrál při založení Československé akademie zemědělské. Byl dlouhodobě jejím generálním sekretářem. Účastnil se i mezinárodních odborných konferencí. Působil jako pedagog. Získal docenturu ze zemědělské ekonomiky na Vysoké škole zemědělské v Brně. Na ministerstvu se mezitím stal generálním inspektorem zemědělského školství a v roce 1933 usedl na post sekčního šéfa ministerstva zemědělství a přednosty I. odboru – školského, výzkumnického a osvětového. Politicky se orientoval na agrární stranu. V jejím rámci podporoval malozemědělskou politiku Antonína Švehly. Odmítal ale výraznější politické angažmá, včetně kandidatury na poslance. K roku 1938 se uvádí jako přednosta odboru ministerstva zemědělství.
Krátce se ovšem do aktivní politiky zapojil. Od 22. září 1938 zastával funkci ministra zemědělství v první vládě Jana Syrového. Na postu setrval do 4. října 1938. Po odchodu z vlády se vrátil na pozici ministerského úředníka. V březnu 1939 se podílel na zorganizování kongresu spravovědců, zemědělských politiků, agrárních sociologů a organizátorů zemědělského podnikání. V roce 1941 byl donucen okupačními úřady k odchodu z ministerstva zemědělství do předčasné penze. Dále se angažoval v Československé akademii zemědělské a chystal k vydání Velkou zemědělskou encyklopedii.
Zemřel 24. května 1943, když na železničním přejezdu poblíž osady Olšina u Zdounek na Kroměřížsku byl jeho automobil zachycen projíždějicím vlakem. Spolu s ním na místě zahynul i ředitel Baťových závodů Josef Hlavnička.